# ロフティ・ナシブ
ロフティ・ナシブ(Lotfi Nasib、1926年3月13日 - 2011年3月28日）は、フィンランドのアイスホッケー選手。南スオミ州キュメンラークソ県コトカ出身。
1943年から1954年までフィンランド国内のイルヴェスでプレーした。1985年にフィンランドアイスホッケー殿堂入りしている。